# Embeddable Linux Kernel Subset
O Embeddable Linux Kernel Subset (ELKS) é um  sistema operacional Unix-like o kernel que pode ser executado em microprocessadores compatíveis com Intel 8086. ELKS anteriormente conhecido como Linux-8086, é um pequeno subconjunto de Linux e pode rodar em máquinas com processador e recursos limitados de memória, incluindo máquinas com microprocessadores 16-bit que não são suportados pelo Linux.
ELKS é software livre e está disponível sob a licença GNU General Public License (GPL). 

## História
- 1995 - Desenvolvimento do Linux-8086 para desenvolvedores Linux kernel Alan Cox e Chad Page começaram como um fork do Linux padrão.
- Início 1996 - O projeto é renomeado ELKS, Embeddable Linux Kernel Subset.
- 1997 - O primeiro site https://web.archive.org/web/20010924210617/http://www.elks.ecs.soton.ac.uk/ (agora offline, versão arquivada) é criado.
- 08 de agosto de 1997 - ELKS 0.0.63 é liberado.
- 22 junho de 1999 - ELKS 0.0.77 é liberado. Esta versão é a primeira vez que é capaz de executar uma interface gráfica do usuário (o Nano-X Window System).
- 21 de julho de 1999 - ELKS boot em um Psion 3a, PDA, (arquitetura SIBO).
- 10 de janeiro de 2000 - ELKS 0.0.82 é lançado, a primeira versão oficial que inclui 
porte SIBO.
- 3 de março de 2000 - O projeto ELKS está registrado no SourceForge, o novo site é http://elks.sourceforge.net/ .[1]
- 6 de janeiro de 2001 - Alan Cox diz o projeto esta "praticamente morto".[2]
- 17 de junho de 2001 - ELKS 0.0.84 é liberado.
- 24 de junho de 2001 - Charilaos Kalogirou acrescenta TCP/IP suporte de rede.
- 17 de novembro de 2001 - ELKS 0.0.90 é liberado
- 20 de abril de 2002 - Charilaos Kalogirou adiciona suporte a memória virtual com capacidade de troca de disco.
- 29 abr 2002 - ELKS 0.1.0 é liberado, esta é a primeira versão beta.[3]
- 18 dez 2002 - EDE (the Elks Distribution Edition, uma distribuição baseada no kernel do ELKS) versão 0.0.5 é liberada.[4]
- 6 de janeiro de 2003 - ELKS 0.1.2 é liberada.[5]
- 03 de maio de 2006 - ELKS 0.1.3 é liberado, o primeiro lançamento oficial após um longo hiato no desenvolvimento.[6]
- 19 de fevereiro de 2012 - ELKS 0.1.4 é lançado, esta versão corrige bugs de compilação da versão 0.1.3 e remover códigos não utilizados. Esta versão é em memória de Riley Williams[7]

Mais de 30 desenvolvedores contribuíram com este projeto desde o fork Linux.

## Situação atual e uso
A partir de Janeiro de 2012, ELKS está em desenvolvimento esporádico. O repositório CVS foi migrado para o Git em fevereiro de 2012, e vários patches da lista de discussão Linux-8086 estavam comprometidos com o repositório Git ELKS. A última versão lançada é 0.1.4 , que inclui imagens de disquetes atualizados, e a mais recente versão EDE é 0.0.5b.
ELKS roda em IBM PC compatível com  e sistemas em Psion Sibo PDAs. Foi planejado para ser desenvolvido no FlightLinux em sistema operacional de tempo real para naves espaciais, mas o projeto foi concebido para (UoSAT-12) acabaram por se instalar no sistema operacional qCF da Quadron Corporation.